# 穆罕默德·什塔耶
穆罕默德·什塔耶（阿拉伯语：‎；1958年1月17日—）為巴勒斯坦政治家，2019年至2024年間成為巴勒斯坦總理。穆罕默德·什塔耶於1958年生於約旦河西岸。其曾於1996年任巴勒斯坦建設與重建委員會的委員長。並分別於2009年與2016年當選為法塔赫黨中央委員會的委員。
在從政以前，穆罕默德·什塔耶曾與巴勒斯坦比尔宰特大学擔任經濟學教授。
2024年2月26日，穆罕默德·什塔耶向巴勒斯坦总统马哈茂德·阿巴斯提交辞呈并解散政府，但继续维持看守政府，直到新政府成立。

## 外部連結
- 穆罕默德·什塔耶的X（前Twitter）
- 穆罕默德·什塔耶的Facebook專頁